# Tokkuri Ike
Tokkuri Ike är en sjö i Östantarktis. Norge gör anspråk på området.